# 四瀆
四瀆（しとく）の呼称は『爾雅・釈水』に初めて見られ、中国古代の海に注ぐ四つの河川（黄河、淮河、済水、長江）を指すものである。「四瀆」は中国の民間信仰において河川神の代表であり、唐代から淮河を東瀆、長江を南瀆、黄河を西瀆、済水を北瀆と呼ぶようになった。
四瀆のうち、現在存在するものは黄河、淮河、長江である。済水は兖水とも呼ばれ、山東省の区間では大清河と称された。古代は現在の河南省済源市内に源を発し、温県、武陟県の南を経て黄河に注ぎ込み、その後再び河南省を出て東流し山東省を経て渤海に注いでいた。1855年、済水は黄河の流路変更によってその流れを奪われ、黄河の下流河道となり、済水は存在しなくなった。
明朝時代には、東瀆を「大淮の神」、南瀆を「大江の神」、西瀆を「大河の神」、北瀆を「大済の神」として封じたとされる。